# Tabernaemontana bouquetii
Tabernaemontana bouquetii là một loài thực vật có hoa trong họ La bố ma. Loài này được (Boiteau) Leeuwenb. miêu tả khoa học đầu tiên năm 1983.